# Jan Kuf
Jan Kuf, né le 11 mai 1991, est un pentathlonien tchèque.

## Palmarès
| Discipline/Année                         | 2012 | 2013 | 2014 | 2015 | 2016 |
| ---------------------------------------- | ---- | ---- | ---- | ---- | ---- |
| Jeux olympiques Individuel               | -    | -    | -    | -    | 36e  |
| Championnats du monde seniors Individuel | -    | -    | 3e   | -    | -    |
| Championnats du monde seniors Équipe     | -    | -    | -    | -    | -    |
| Championnats du monde seniors Relais     | -    | -    | -    | 1e   | -    |
| Coupe du monde seniors Individuel        | -    | -    | -    | -    | -    |
| Championnats d'Europe seniors Individuel | -    | -    | -    | -    | 1e   |
| Championnats d'Europe seniors Équipe     | 3e   | 2e   | 3e   | 3e   | -    |
| Championnats d'Europe seniors Relais     | -    | -    | -    | -    | 1e   |

Ce palmarès n'est pas complet